# WMLScript
WMLScript — язык, исполняемый на стороне клиента, диалект JavaScript, используемый в WML-страницах и являющийся частью WAP. Основан на ECMAScript, но не полностью с ним совместим.
WMLScript часто применяется для проверки введённых данных, генерации сообщений об ошибке и т. п.
Отличие вставки сценариев WMLScript в документ WML от вставки сценариев (обычно JavaScript) в документ HTML состоит в том, что код сценария можно вставлять в код HTML, а код WMLScript всегда вынесен отдельным файлом. В конкретный WML-документ WMLScript включается по URL.